# Rallicola fulicae
Rallicola fulicae är en insektsart som först beskrevs av Henry Denny 1842.  Rallicola fulicae ingår i släktet Rallicola och familjen fjäderlöss. Inga underarter finns listade i Catalogue of Life.